# Bandırma
Bandırma est une ville de Turquie qui comptait 111 494 habitants en 2008.

## Personnalités
- Salâh Birsel (1919-1999), poète et essayiste, est né à Bandırma.